# Catada odontophora
Catada odontophora är en fjärilsart som beskrevs av George Francis Hampson. Catada odontophora ingår i släktet Catada och familjen nattflyn. Inga underarter finns listade i Catalogue of Life.